# Karla Raveh
Karla Raveh (geborene Frenkel; * 15. Mai 1927 in Lemgo; † 27. Mai 2017 ebenda) war eine Überlebende des Holocaust und Autorin.

## Leben

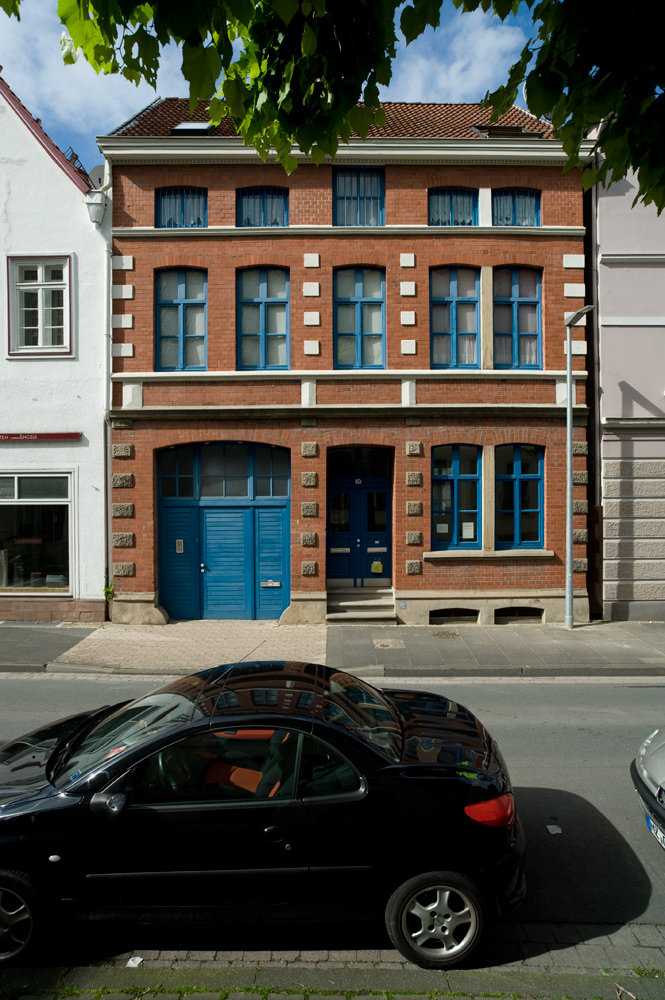
Frenkel-Haus in Lemgo (2012)

Karla Raveh wurde 1927 als Tochter der alteingesessenen Lemgoer jüdischen Familie Frenkel im Haus Echternstraße 70 in Lemgo geboren. Ihre Eltern waren Walter Frenkel (* 1897 in Lemgo) und Herta, geb. Rosenberg (* 1901 in Dedesdorf-Eidewarden).
Sie wurde 1942 mit ihrer Familie in das Ghetto Theresienstadt gebracht. 1944 erfolgte der Transport der Familie ins KZ Auschwitz. Sie und ihre Großmutter Helene Rosenberg waren die einzigen Überlebenden ihrer Familie nach dem Holocaust. Alle anderen zehn Familienangehörigen sind im Warschauer Ghetto, im Ghetto Theresienstadt oder im KZ Auschwitz umgekommen. Nach ihrem Aufenthalt in Auschwitz wurde sie in das KZ nach Bergen-Belsen transportiert, von dort aus wurde sie in eine Munitionsfabrik in Salzwedel, gebracht. Aus der Munitionsfabrik wurde sie schließlich am 14. April 1945 von den alliierten Streitkräften befreit.
Nach ihrer Befreiung kam sie 1945 nach Lemgo zurück; Adolf Sternheim wurde ihr Vormund. In Lemgo lernte sie Szmuel Raveh kennen, der ebenfalls als Einziger einer großen Familie überlebt hatte. Die beiden heirateten 1949 und wanderten gemeinsam nach Israel aus, wo sie sich in Tivon niederließen. Die beiden hatten zwei Söhne, Michael und Dani.
Auf Anregung der Lemgoer Studienrätin Hanne Pohlmann (1939–2011) schrieb Karla Raveh ihre Lebenserinnerungen auf. Sie hat in den Jahren 1949 bis 1985 nicht Deutsch gesprochen und Deutschland nicht bereist. Das war ihre Art, die Vergangenheit zu bewältigen. Pohlmann argumentiert in ihren Briefen, dass die Erinnerungen für die Zeit von 1933 bis 1945 wichtige Lücken der geschichtlichen Arbeit der Stadt und an der Schule (Engelbert-Kaempfer-Gymnasium), an der sie unterrichtet, füllen würden.
Karla Raveh diktierte ihrem Mann Szmuel Raveh den Text, der ihn mit einer alten Schreibmaschine tippte. Sie schrieb an Pohlmann: „Wie ich schon schrieb sind meine Erinnerungen bestimmt lückenhaft, was ja zu verstehen ist, aber ich habe ‘frisch von der Zunge weg’ geschrieben, ich mußte es schnell machen, dies war keine leichte Zeit für uns, es zerrte an den Nerven.“ Das Manuskript Überleben: Der Leidensweg der jüdischen Familie Frenkel aus Lemgo von Karla Raveh ist im Lemgoer Stadtarchiv erhalten. Pohlmann war eine Herausgeberin von Karla Ravehs Erinnerungen als Buch Überleben: Der Leidensweg der jüdischen Familie Frenkel aus Lemgo. Hanne Pohlmann wurde 2009 zusammen mit ihrem Mann Klaus Pohlmann mit der Sternheim-Nadel für ihre Arbeiten zur NS-Vergangenheit ausgezeichnet.
Seit 1986 lebte Raveh regelmäßig für einige Monate im Frenkelschen Haus in der Echternstraße. Sie wohnte regelmäßig der Verleihung der Adolf-Sternheim-Ehrennadel und der Adolf-Sternheim-Auszeichnung bei.
Im Jahr 2015 gab Raveh eines ihrer letzten Interviews.
Raveh starb im Mai 2017 bei einem Besuch ihrer Heimatstadt Lemgo im Alter von 90 Jahren. Die Bevölkerung und ihre Familie nahmen bei einer Trauerfeier unter Leitung von Superintendent Andreas Lange in der St. Nicolai-Kirche Lemgo Abschied.

## Würdigungen

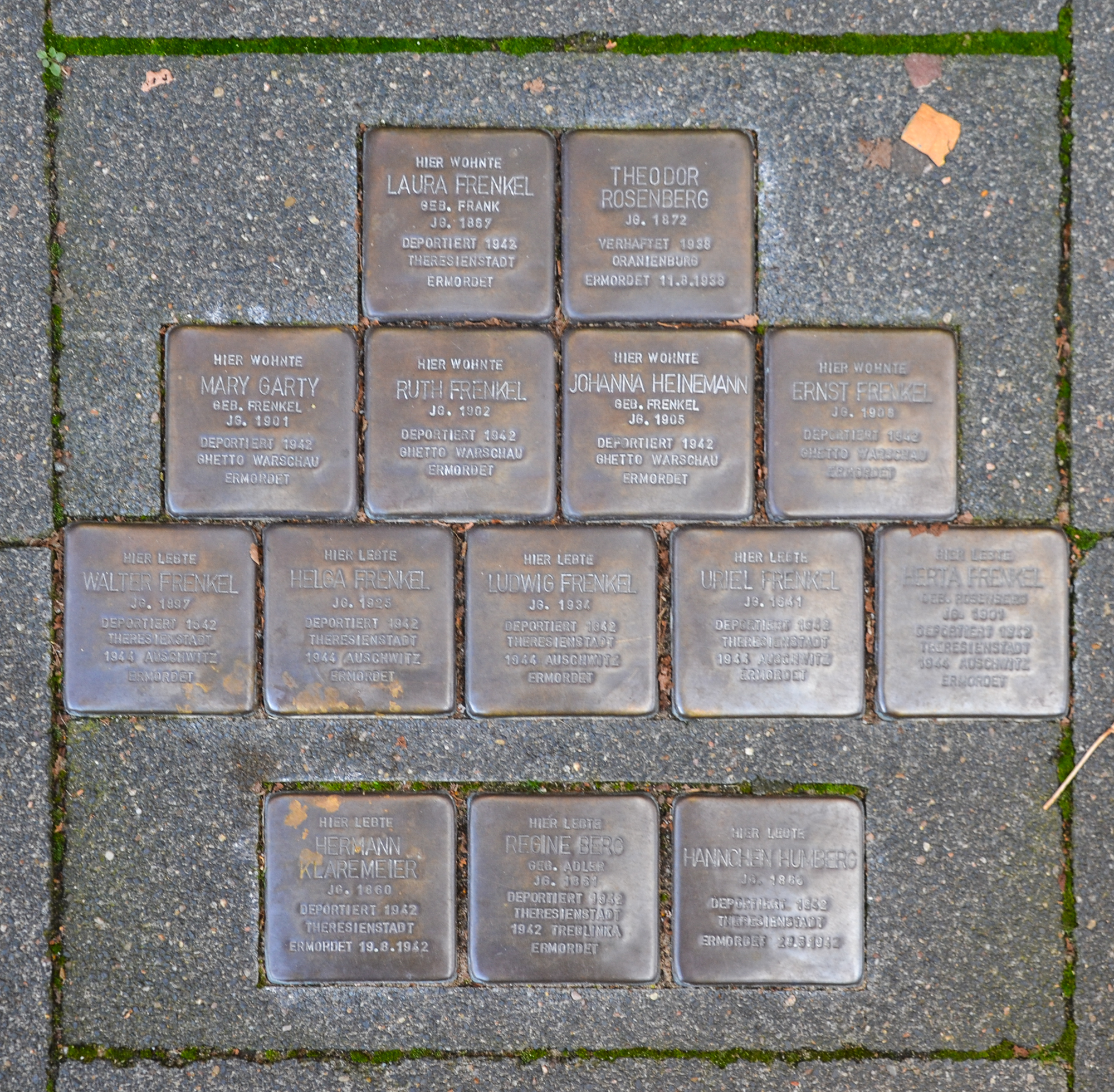
Stolpersteine vor dem Frenkel-Haus

1988 wurde Raveh Ehrenbürgerin der Stadt Lemgo.
In ihrem Elternhaus in der Echternstraße, dem heutigen Frenkel-Haus, wurde 1988 eine Dokumentations- und Begegnungsstätte mit einer ständigen Ausstellung zur Geschichte der Juden in Lemgo eingerichtet. Im dortigen Hinterhaus sind Wohn- und Arbeitsräume für Stipendiaten einer Kunststiftung der Stadt Lemgo und der Staff-Stiftung untergebracht. Vor dem Haus befinden sich 14 Stolpersteine für ermordete Juden, vor allem für Angehörige der Familie Frenkel.
Die 1996 gegründete Gesamtschule des Kreises Lippe in Lemgo trägt seit 1997 den Namen Karla-Raveh-Gesamtschule. Im Jahr 2003 wurde ihr das Bundesverdienstkreuz am Bande verliehen.
Zur Erinnerung an Karla Raveh wurde 2018 ein Gedenkstein vor dem alten jüdischen Friedhof am Ostertorwall in Lemgo errichtet.

## Werke
- Überleben: Der Leidensweg der jüdischen Familie Frenkel aus Lemgo. Nebst Aufzeichnungen von Helene Rosenberg (= Forum Lemgo. Schriften zur Stadtgeschichte. Heft 1). 3., verb. und erg. Aufl. Im Auftrag der Alten Hansestadt Lemgo hrsg. vom Archiv- und Museumsamt, Lemgo 1987, ISBN 3-9801508-1-X, DNB 910612935.
- Jüdisches Kleinstadtleben in Deutschland und Polen. Ein Erinnerungsbericht über Lemgo und Demblin (Ill.). In: Juden in Lemgo und Lippe (= Forum Lemgo. Schriften zur Stadtgeschichte. Heft 3). Verlag für Regionalgeschichte, Bielefeld 1988, ISBN 3-927085-08-1, S. 154–158.
- Weißt du noch, wo unser Treffpunkt ist…? In: Heinrich Gräfenstein: Lemgo. Übertr. ins Englische von Gerald Onn. Gieseking, Bielefeld 1990, ISBN 3-7694-0373-8, S. 83 (deutsch, englisch).

## Film
- Hans-Peter Lübke, Lilach Naishtat-Bornstein: Zwischen Heimat und Zuhause. Film, 2009.[15]